# Accident de l'hélicoptère de Kobe Bryant
Le dimanche 26 janvier 2020, l'hélicoptère Sikorsky S-76 de Kobe Bryant s'écrase près de Calabasas, en Californie (États-Unis). Les neuf occupants de l'appareil sont tués sur le coup. Kobe Bryant, 41 ans, l'un des plus célèbres joueurs de basket-ball de la NBA, avait pris sa retraite en 2016. À bord de l'apareil se trouvaient également sa fille de treize ans, Gianna, qui jouait également au basket, l'entraîneur de baseball John Altobelli, sa femme Keri et leur fille Alyssa, Payton Chester et sa mère Sarah, l'entraîneure de basket Christina Mauser, et le pilote, Ara Zobayan.

## Hélicoptère
L'appareil impliqué, un Sikorsky S-76B construit en 1991 (numéro de série 760379) et immatriculé N72EX, appartenait à l'Island Express Holding Corp depuis 2015. Auparavant, il appartenait à l'État de l'Illinois qui l'utilisait pour le transport du gouverneur et de personnalités (il était alors immatriculé N761L). Il n'était pas équipé d'enregistreurs de vol (non obligatoires sur ce type d'appareils), ni de GPWS (système avertisseur de proximité du sol). Le NTSB avait recommandé son emport pour tous les hélicoptères équipés de six sièges, après un accident de S-76A en 2004, mais la FAA, doutant de son efficacité, ne l'a pas imposé, sauf pour les hélicoptères ambulances. Mais il disposait d'un système d'alerte basé sur la cartographie GPS. Island Express Helicopters, qui exploitait l'hélicoptère, n'est autorisé que pour des vols VFR.
Kobe Bryant l'utilisait fréquemment pour ses trajets entre le comté d'Orange et Los Angeles. Ce jour-là, il se rendait à un match de basket-ball à la Mamba Sports Academy à Thousand Oaks, que devaient jouer Gianna et ses coéquipières Alyssa et Payton. Il devait atterrir à l'aéroport de Camarillo (en), à un quart d'heure de vol de là (contre deux heures par la route depuis le domicile de Kobe Bryant). L'hélicoptère avait fait le même trajet la veille sans incident.

## Accident
L'hélicoptère décolle de l'aéroport John-Wayne, dans le comté d'Orange, à 9 h 6 (heure du Pacifique) sous clairance VFR spécial en raison des conditions de mauvaise visibilité. Il s'écrase à 9 h 47 (heure du Pacifique) sur des collines au-dessus de Calabasas. Juste avant que les contrôleurs aériens ne perdent sa trace, le pilote avait dit qu'il essayait de monter pour éviter un banc de nuages bas (une partie de la région était recouverte de brouillard ce dimanche matin).

### Conditions météorologiques

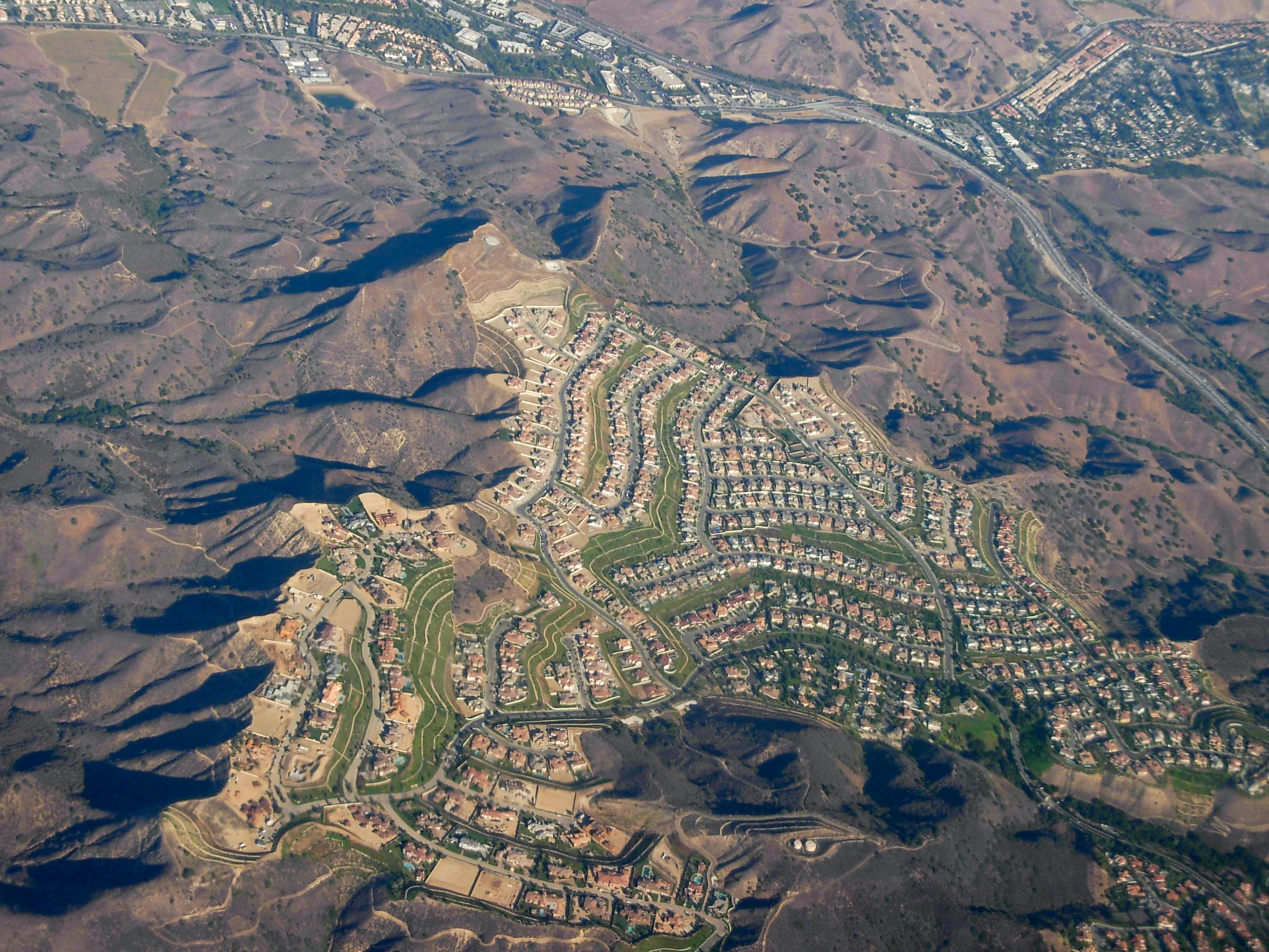
Le site du crash de l'hélicoptère se trouve en haut à gauche de l'image, juste en dessous de la retenue collinaire.

La police de Los Angeles avait immobilisé ses hélicoptères le matin du 26 janvier en raison du brouillard. Au moment où le N72EX a décollé de l'aéroport John-Wayne, la visibilité était de 8 km avec un plafond nuageux de 1 300 pieds (400 m), et il fonctionnait selon les règles de vol à vue (VFR). Voler à travers les nuages est possible si un pilote choisit d'opérer selon les règles de vol aux instruments (IFR), mais selon un ancien pilote pour Island Express et les dossiers de la FAA, les pilotes de la compagnie n'étaient pas autorisés à voler en IFR. Même si les règles de la compagnie l'avaient permis, voler en IFR aurait entraîné de longs retards et détours (ce qui aurait réduit les gains de temps anticipés) en raison d'une grave congestion dans l'espace aérien contrôlé de Los Angeles. Le statut de célébrité de Kobe Bryant n'aurait pas donné la priorité à l'hélicoptère dans cet espace aérien.

### Vol
Parce que les règles de vol à vue interdisent à un pilote de voler dans les nuages, l'hélicoptère est monté à une altitude de 800 pieds (240 m) tout en volant au nord-ouest de l'aéroport John-Wayne. Sur la plupart de ses vols précédents vers Camarillo, l'hélicoptère avait tourné vers l'ouest au centre-ville de Los Angeles et survolé les montagnes de Santa Monica jusqu'à ce qu'il prenne l'autoroute Ventura (US 101). Mais le 26 janvier, ce n'était pas une option pour les vols VFR en raison d'une couche marine profonde qui avait poussé le brouillard de l'océan Pacifique dans les montagnes de Santa Monica. Au lieu de cela, l'hélicoptère a continué vers le nord-ouest, a survolé Boyle Heights près du stade Dodger et a commencé à suivre l'itinéraire de la Golden State Freeway (I-5) ; alors que le vol approchait de Glendale, les contrôleurs aériens avaient mis l'hélicoptère en attente pendant 11 minutes à partir de 9 h 21 (17 h 21 UTC) avant de lui accorder l'autorisation de pénétrer dans l'espace aérien contrôlé autour de l'aéroport de Burbank. Les contrôleurs de Burbank lui ont autorisé le transit en VFR spécial, obligeant le pilote à rester sous 2 500 pieds (760 m) d'altitude. Après avoir traversé l'espace aérien contrôlé de Burbank, il s'est dirigé vers l'ouest, en suivant l'autoroute Ronald Reagan (SR 118) et en passant dans l'espace aérien contrôlé de l'aéroport de Van Nuys ; les contrôleurs Van Nuys ont approuvé peu après un virage sud-ouest vers la Ventura Freeway (US 101) à 9 h 39 (17:39 UTC). Le pilote Ara Zobayan a ensuite accusé réception du transfert au contrôle de la circulation aérienne du sud de la Californie. Le pilote avait alors informé le contrôle qu'il mettait l'hélicoptère en montée pour éviter une couche nuageuse ; ce fut la dernière transmission faite par le pilote,.
À 9 h 42 (17 h 42 UTC), l'hélicoptère avait commencé à suivre la Ventura Freeway ouest, pénétrant sur un terrain plus vallonné à l'extrémité ouest de la vallée de San Fernando ; lorsque le sol a commencé à monter, l’hélicoptère est monté de 1 000 pieds (300 m) d'altitude en 36 secondes.
À 9 h 44 (17 h 44 UTC), en réponse à une demande du pilote, le contrôle a informé l'hélicoptère qu'il était trop près du terrain pour le flight following, service d'information de vol avertissant un aéronef VFR du trafic avoisinant. Cela ne signifie pas qu'il était trop bas pour voler en toute sécurité. Selon les données du transpondeur, l'hélicoptère a d'abord effectué un virage ascendant vers la gauche, prenant un cap sud et culminant à une altitude de 2 300 pieds (700 m) ; l'hélicoptère a ensuite effectué un virage descendant plus à gauche en prenant un cap sud-est. L'hélicoptère a débuté un piqué à 9 h 45 min 15 s (17:45 UTC), avec un taux de descente de 4 000 à 5 000 ft/min (20 à 25 m/s) et une vitesse de 160 nœuds (300 km/h) avant de heurter la colline à 9 h 45 min 39 s à une altitude d'environ 1 400 pieds (430 m),.

### Impact et réponse d'urgence

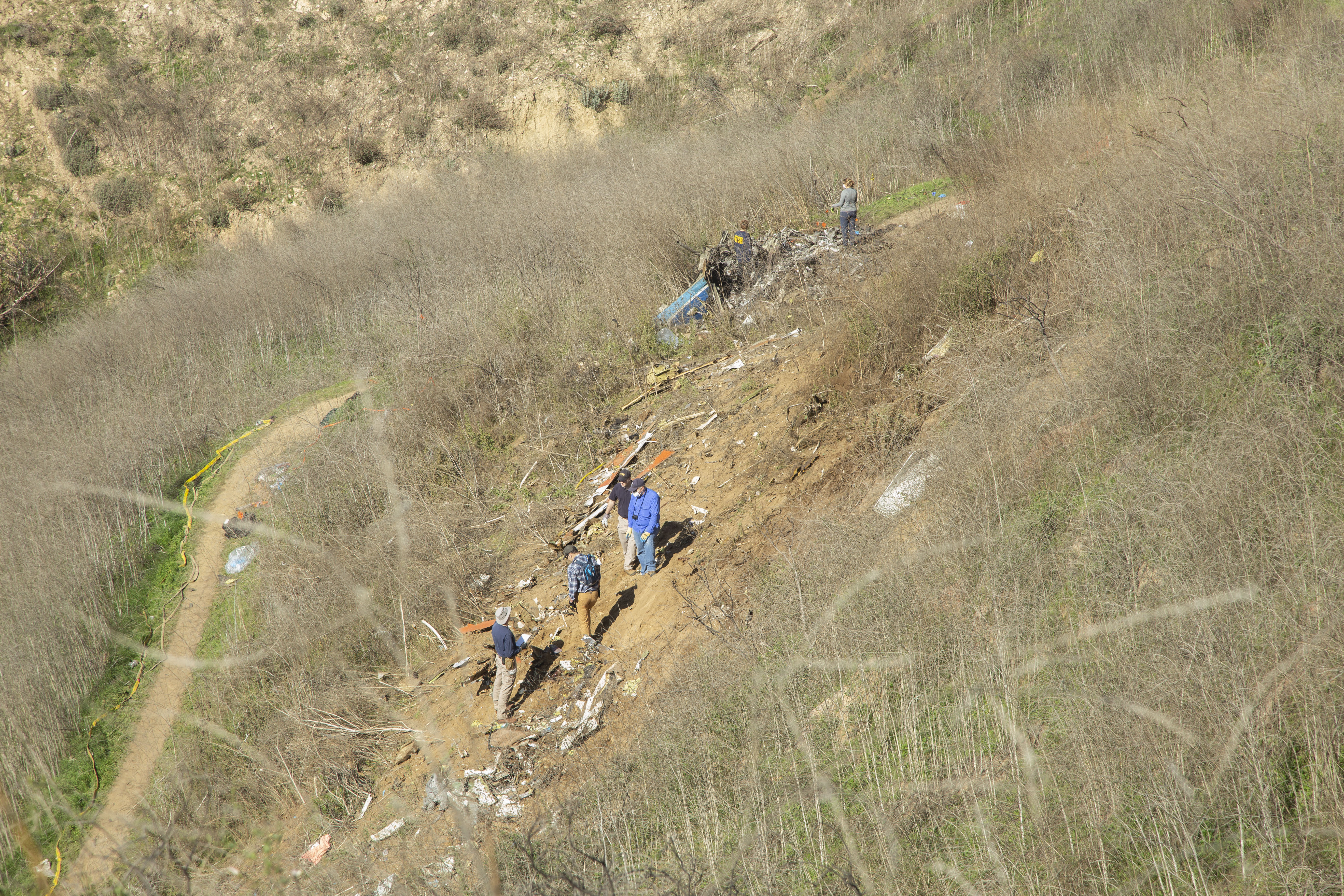
Un champ de débris, le 27 janvier 2020.

L'hélicoptère s'est écrasé et a pris feu à Calabasas en Californie près de l'intersection de Las Virgenes Road et Willow Glen Street, comme l'a signalé un appel d'urgence au 911 à 9 h 47 (17 h 47 UTC ). L'accident s'est produit sur une colline derrière le siège du district municipal de Las Virgenes. Le flanc de la colline fait partie d'une petite vallée qui est techniquement l'extrémité supérieure du canyon Malibu. Des résidents des environs à vélo de montagne ont été témoins de l'accident et ont appelé le 911. Les conditions météorologiques étaient brumeuses.
Des témoins ont rapporté que le moteur de l'hélicoptère avait des ratés avant l'accident. L'accident a déclenché un feu de brousse difficile à éteindre en raison de la présence de magnésium. Les pompiers du service d'incendie du comté de Los Angeles sont intervenus sur les lieux et ont éteint l'incendie à 10 h 30. Les débris sont éparpillés sur un terrain escarpé sur un champ estimé à s'étendre de 500 à 600 pieds (150 à 180 m).
Les pompiers sont allés à pied sur le site et les ambulanciers paramédicaux sont descendus en rappel d'un hélicoptère sur les lieux, mais n'ont pu retrouver aucun survivant. Les neuf occupants de l'hélicoptère ont été tués dans l'accident.

## Enquête
Le Conseil national de la sécurité des transports (NTSB) est chargé de l'enquête sur l'accident,. Les conditions météorologiques étaient mauvaises, mais toutes les causes possibles ont été examinées. Le rapport rendu public le 9 février 2021 estime que « la cause probable de l’accident est la décision du pilote de continuer à voler à vue dans des conditions météorologiques aux instruments, qui ont entraîné sa désorientation spatiale et la perte de contrôle » de l’appareil.

L'hélicoptère n'était pas équipé de Cockpit Voice Recorder.
À 11 h 24, moins de deux heures après le crash, TMZ a été la première source d'information à confirmer la mort de Kobe Bryant. Plus tard, TMZ a été critiqué lors d'une conférence de presse des forces de l'ordre locales pour avoir rapporté l'histoire avant que les forces de l'ordre locales n'aient eu l'occasion pour le bureau du coroner de confirmer l'identité des occupants et d'informer officiellement les familles. Le shérif du comté de Los Angeles, Alex Villanueva, a déclaré : « Il serait extrêmement irrespectueux de comprendre que votre bien-aimé a péri et que vous apprenez [cela] par TMZ. ».
À 14 h 30, le shérif du comté de Los Angeles et le service d'incendie du comté de Los Angeles ont tenu une conférence de presse conjointe détaillant les premiers aspects de l'accident. Le chef des pompiers du comté de Los Angeles, Daryl Osby, a confirmé que la Federal Aviation Administration (FAA) et le National Transportation Safety Board (NTSB) enquêtaient sur les lieux,,. Une « Go Team » composée de 18 personnes, dont des spécialistes et enquêteurs du NTSB, est arrivée dans la soirée pour chercher un enregistreur de vol. À la suite de l'accident, une enquête a été ouverte sur le Sikorsky S-76B de Lockheed Martin.
À 20 h, le shérif du comté de Los Angeles, le département des incendies du comté de Los Angeles et le département des médecins légistes-coroner du comté de Los Angeles ont tenu une autre conférence de presse conjointe.
Le shérif a exhorté les gens à rester à l'écart, car les gens avaient envahi les quartiers résidentiels autour du lieu de l'accident et la circulation gênait les premiers intervenants. La FAA a imposé une zone d'exclusion aérienne de cinq milles autour du lieu de l'accident jusqu'à une altitude de 5 000 pieds (1 520 m). Le coroner a pu dans un premier temps évacuer les restes de trois des neuf victimes du jour au lendemain. En réponse aux tentatives d'accès non autorisé au cours de la première soirée après l'accident, le shérif a chargé des adjoints de patrouiller le terrain accidenté à cheval et des véhicules tout-terrain afin de faire respecter un périmètre sécurisé et d'empêcher l'accès des chasseurs de souvenirs.
Le 29 janvier, les neuf corps avaient été retrouvés sur le site du crash. Le corps de Kobe Bryant a été identifié par des empreintes digitales. Les autopsies ont eu lieu le 30 janvier.

## Réactions

### Mémoriaux

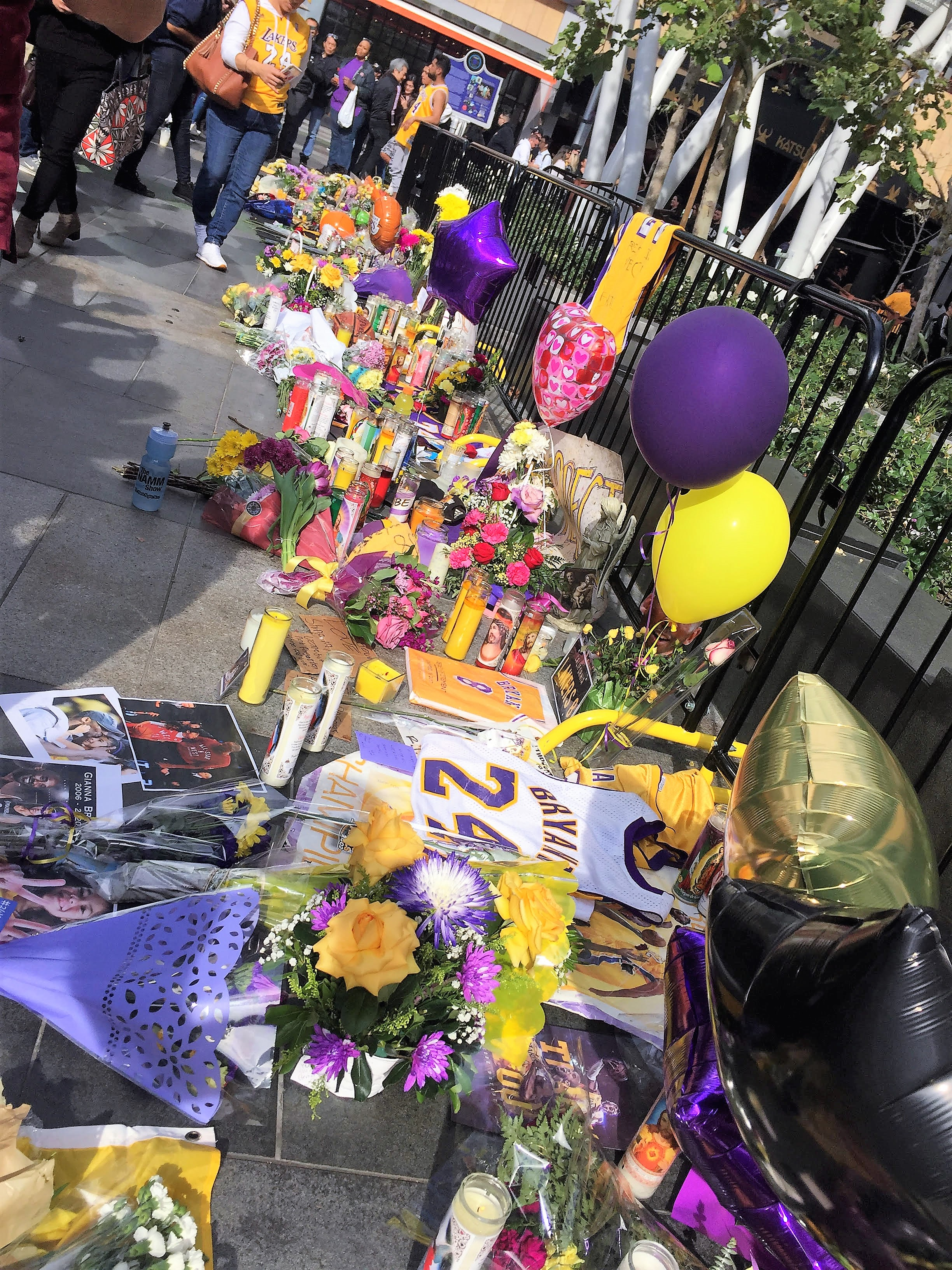
Un mémorial de fortune a été installé à l'extérieur du Staples Center peu de temps après la mort de Kobe Bryant.

Près de 200 personnes se sont rassemblées au pied de la colline près de l'accident, dont beaucoup portaient le maillot de Kobe Bryant et tenaient des ballons de basket. Les gens ont également formé un mémorial impromptu au Staples Center, où les Lakers de Los Angeles, l'équipe avec laquelle Kobe Bryant avait passé toute sa carrière professionnelle, jouent, quelques heures seulement avant que l'arène ne soit prévue pour accueillir les Grammy Awards. Au cours de la cérémonie, l'hôte Alicia Keys et Boyz II Men ont interprété la chanson It's so Hard to Say Goodbye to Yesterday en hommage à Kobe Bryant, et d'autres artistes, dont Lil Nas X, Lizzo, Run-DMC, Aerosmith et DJ Khaled, ont rendu hommage à Kobe Bryant dans leurs performances. Les deux maillots retirés de Bryant suspendus dans les chevrons du Staples Center ont été éclairés par un projecteur.

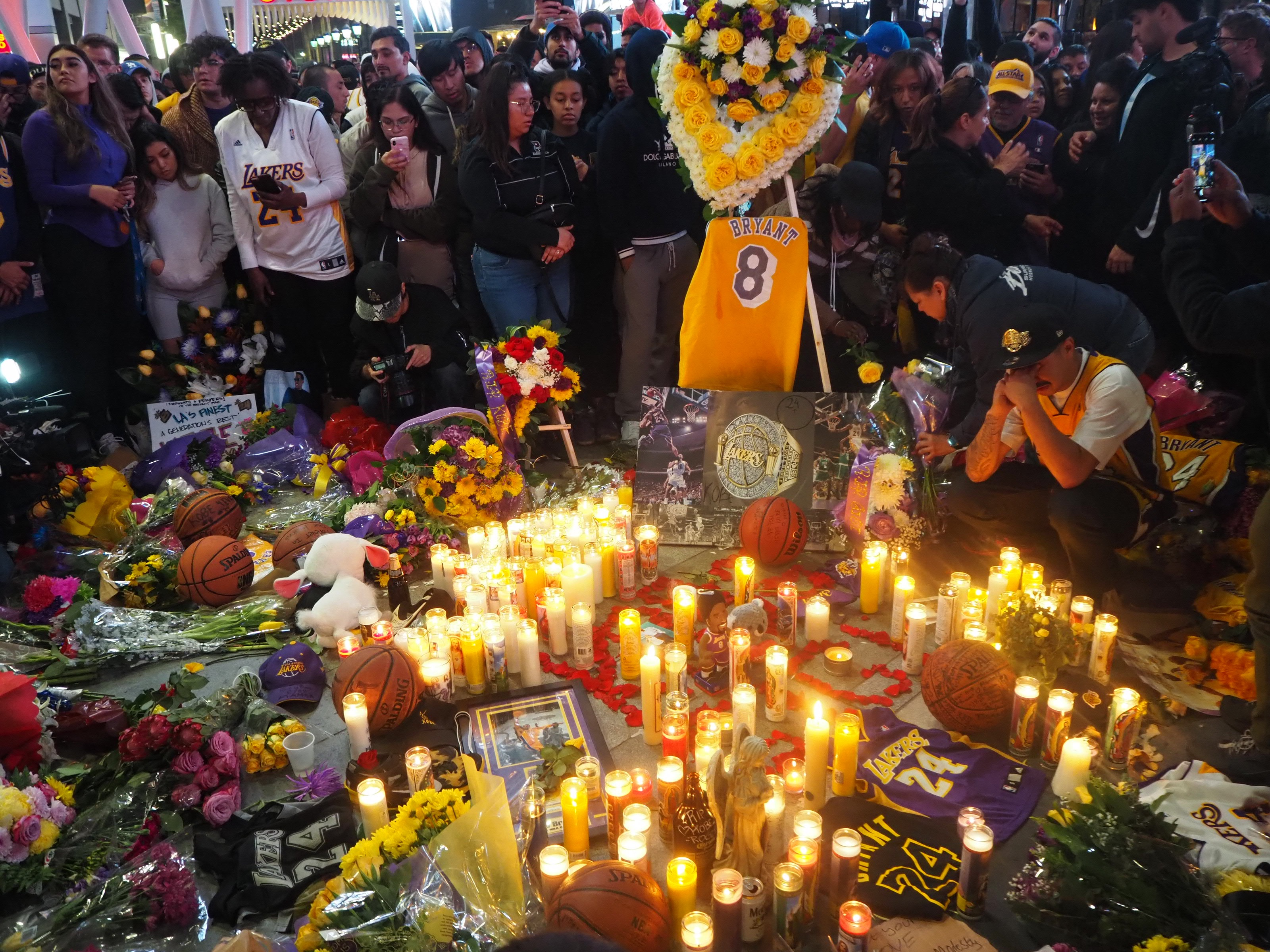
Des fans des Lakers de Los Angeles et de Kobe Bryant se réunissant devant le Staples Center.

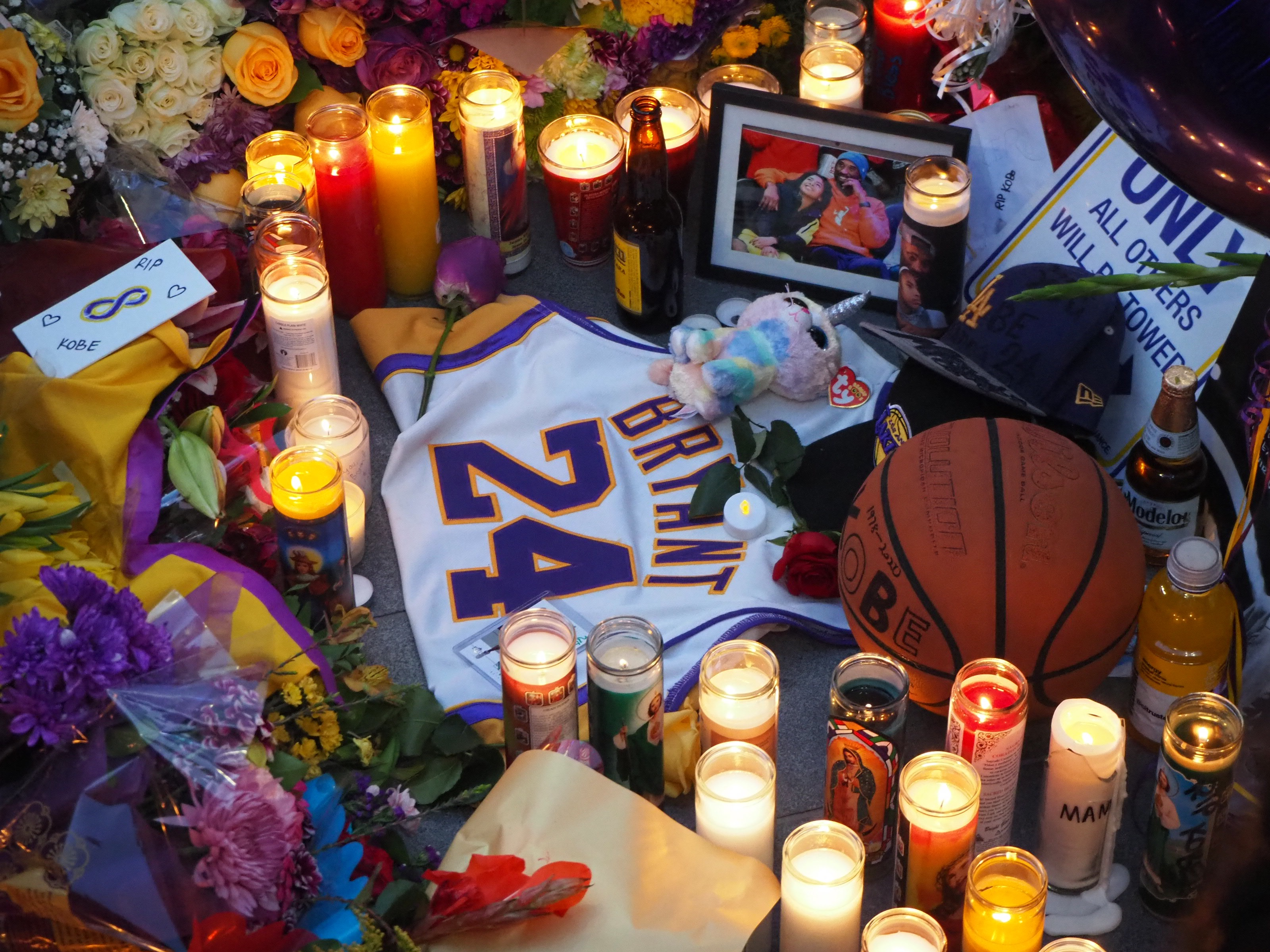
Des bougies, des maillots ou encore des fleurs sont déposés en la mémoire de Kobe Bryant.

Les fans ont créé un mémorial pour Kobe Bryant à l'extérieur du gymnase de Kobe Bryant au lycée Lower Merion (en) à Ardmore en Pennsylvanie, auquel Kobe Bryant a assisté de 1992 à 1996. Des maillots, des ballons de basket dédiés, des ours en peluche, des fleurs et des bougies ont tous été mis en place pour commémorer Kobe Bryant.
Des monuments à travers les États-Unis, y compris l'aéroport international de Los Angeles, le Madison Square Garden et l'Empire State Building, et dans le monde entier, étaient éclairés en violet et en or en honneur de la mémoire de Kobe Bryant,,,.

### En sport
Le commissaire de la NBA, Adam Silver, a déclaré dans un communiqué: « La famille NBA est dévastée par le décès tragique de Kobe Bryant et de sa fille, Gianna ... Pendant 20 saisons, Kobe nous a montré ce qui est possible quand un talent remarquable se mêle à une dévotion absolue à la victoire. Il a été l'un des joueurs les plus extraordinaires de l'histoire de notre jeu avec des réalisations légendaires ... Mais on se souviendra surtout de lui pour avoir inspiré des gens du monde entier à prendre un ballon de basket et à concourir au mieux de leurs capacités. Il était généreux avec la sagesse qu'il avait acquise et considérait que c'était sa mission de la partager avec les générations futures de joueurs, prenant un plaisir particulier à transmettre son amour du jeu à Gianna,. » Gregg Downer, entraîneur de basket-ball du lycée de Kobe Bryant, a été « complètement choqué et dévasté » par la nouvelle et était trop désemparé pour parler aux médias. Gregg Downer a entraîné Kobe Bryant à Lower Merion (en) dans la banlieue de Philadelphie de 1992 à 1996 et a remporté le championnat d'État avec Kobe Bryant en 1996.
Michael Jordan, à qui Kobe Bryant était souvent comparé, a déclaré dans un communiqué: « Les mots ne peuvent pas décrire la douleur que je ressens. J'ai adoré Kobe il était comme un petit frère pour moi. . . Nous avions l'habitude de parler souvent et ces conversations me manqueront beaucoup. Il était un concurrent féroce, l'un des grands du jeu et force créative. ». Shaquille O'Neal, coéquipier des Lakers de Los Angeles de Kobe Bryant de 1996 à 2004 et avec qui il a partagé une amitié et plus tard une querelle très médiatisée, a déclaré qu'il était "malade" et « n'avait pas de mots pour exprimer la douleur ». Plusieurs équipes de la NBA ont rendu hommage à Kobe Bryant lors de leurs matchs ce soir-là avec des violations intentionnelles sur le terrain faisant référence à ses numéros d'uniformes: violations du chronomètre des tirs de 24 secondes et de la règle exigeant que les équipes avancent le ballon au milieu de la zone dans les huit secondes. Kareem Abdul-Jabbar a publié une vidéo sur Twitter exprimant ses condoléances. LeBron James, qui avait dépassé Kobe Bryant sur la liste des leaders de la NBA en carrière la nuit précédente et avait parlé à Kobe Bryant le matin de l'accident, a publié une déclaration sur Instagram, disant : « J'ai le cœur brisé et je suis anéanti, mon frère... Je te promets que je perpétuerai ton héritage ! »,. Jerry West, grand joueur des Lakers de Los Angeles et directeur général qui avait orchestré l’achat de Bryant pour les Lakers, a déclaré : « Je pense que la chose qui me parle le plus. . . Une personne avec un nom - Kobe- vous n'avez même pas à mentionner son nom de famille » et que c'était « le jour le plus triste de sa vie » d'apprendre que les passagers de l'accident d'hélicoptère étaient morts.
Le propriétaire des Dallas Mavericks, Mark Cuban, a déclaré « que le numéro 24 ne sera plus jamais porté par un Dallas Maverick »,. Plusieurs joueurs de la NBA portant auparavant les numéros d'uniformes de Kobe Bryant ont décidé de changer de nouveaux numéros en l'honneur de Kobe Bryant.
Gianna Bryant était une fan de l'équipe féminine de basket-ball des UConn Huskies et avait participé à plusieurs matchs, et elle avait espéré participer et jouer pour l'université. UConn a tweeté une image d'un maillot et de fleurs placés sur leur banc avec le message hommage « A Husky forever ».
L'AC Milan, l'équipe de football préférée de Kobe Bryant, portait des brassards noirs en leurs mémoires, lors de leur match de Coppa Italia contre le Torino FC le 28 janvier ; une minute de silence a également eu lieu avant le match,. De nombreux joueurs et équipes de football ont rendu hommage à Kobe Bryant lors des matchs et sur les réseaux sociaux.
La NBA a reporté le match des Lakers de Los Angeles contre les Clippers de Los Angeles, prévu le 28 janvier, deux jours après la tragédie.
De nombreux joueurs, équipes et autres organisations de la Ligue majeure de baseball (MLB), de la National Football League (NFL) et de la Ligue nationale de hockey (NHL) ont commémoré Kobe Bryant au lendemain de l'accident,,. De nombreux joueurs ont pris le temps durant le Pro Bowl 2020 de rendre hommage à Kobe Bryant sous la forme de prières et d'hommages de célébration. La WWE a rendu hommage à Kobe Bryant lors de son Royal Rumble 2020 qui était en pay-per-view plus tard dans la nuit, tout comme All Elite Wrestling au cours de la semaine AEW Dynamite à Cleveland avec l'écurie SoCal Uncensored basée en Californie du Sud portant des maillots Kobe Bryant sur le ring, et de nombreux lutteurs professionnels ont exprimé leurs condoléances à la famille Bryant,.
Novak Djokovic, a lui aussi été très touché par sa mort. Il déclarera en pleurant après un match : « Il était l'un des plus grands athlètes de tous les temps. Il m'a inspiré moi-même et beaucoup d'autres personnes dans le monde. »,.
La société américaine Nike, qui était le sponsor de Kobe Bryant depuis 2003, a présenté ses condoléances à la famille et aux amis de Kobe en l’appelant « l’un des plus grands athlètes de sa génération ». Nike ajoute que le joueur « a eu une influence incommensurable sur le monde du sport et la communauté du basketball » et qu’il « était un membre bien-aimé de la famille Nike »,.

### En politique
Le président américain Donald Trump, les anciens présidents américains Barack Obama et Bill Clinton, le gouverneur de Californie Gavin Newsom, le maire de Los Angeles Eric Garcetti et d'autres politiciens américains ont tous exprimé leurs condoléances,,,.

## Médias
L'accident a fait l'objet d'un épisode dans la série télévisée Air Crash nommé « La mort d'une légende » (saison 22, épisode 10).